# Marek Forgáč
Marek Forgáč (Kassa, 1974. január 21. –) szlovák katolikus pap, kassai segédpüspök.

## Élete
Marek Forgáč a szepeshelyi szemináriumban tanult, katonai szolgálatot teljesített, majd 1999. június 19-én szentelték pappá a Kassai főegyházmegyében. 2002-ig plébániai lelkipásztorként, majd 2004-ig ifjúsági lelkipásztorként dolgozott az Kassai Egyetemi Lelkigondozói Központban. 2004 és 2007 között a Gregoriana Pápai Egyetemen tanult pszichológiát. Ezután ismét a kassai egyetemi lelkipásztorkodásban dolgozott, és a Hittudományi Karon tanított. 2011 óta tudományos és doktori tanulmányokért felelős dékánhelyettes.
2016. június 11-én Ferenc pápa seleucianai címzetes püspökké és kassai segédpüspökké nevezte ki. Bernard Bober kassai érsek ugyanezen év szeptember 1-jén szentelte püspökké. A társszentelője volt Jozef Tomko, a Népek Evangelizációjának Kongregációjának bíboros prefektusa és Mario Giordana érsek, szlovákiai apostoli nuncius.

## Fordítás
- Ez a szócikk részben vagy egészben  a   Marek Forgáč című német Wikipédia-szócikk ezen változatának fordításán alapul.  Az eredeti cikk szerkesztőit annak laptörténete sorolja fel. Ez a jelzés csupán a megfogalmazás eredetét és a szerzői jogokat jelzi, nem szolgál a cikkben szereplő információk forrásmegjelöléseként.